# ВЕС Westermeerwind
ВЕС Westermeerwind — нідерландська прибережна вітрова електростанція, споруджена у штучному озері Ейсселмер (колишня затока Зейдерзе).
Турбіни станції розмістили кількома рядами біля східного узбережжя озера, уздовж північно-східного польдера (Noordoostpolder), створеного на оточеній дамбами та осушеній ділянці колишнього морського дна — два ряди тягнуться навпроти Західної дамби та один уздовж Північної. Вітрові агрегати розміщено в районі з глибинами від 3 до 7 метрів, при цьому спершу під них спорудили монопальні фундаменти з використанням паль довжиною по 40 метрів та вагою від 250 до 300 тонн. Прямо на фундаменти, без використання традиційних для офшорних ВЕС перехідних елементів, змонтували башти висотою по 79,5 метра (всього висота основи 95 метрів). На них кріпляться турбіни типу Siemens SWT-3.0-108 з одиничною потужністю 3 МВт та діаметром ротору 108 метрів. Станція Westermeerwind має 48 таких вітрових агрегатів та є частиною більшого проекту Noordoostpolder, котрий включає ще дві наземні ВЕС потужністю 195 МВт і 90 МВт.
Встановлення монопаль та монтаж агрегатів виконали за допомогою понтону De Schelde, на який встановили гусеничний кран LR11350.
Видача продукції відбувається по кабелям, розрахованим на роботу під напругою 33 кВ, які підключені до підстанції 100 кВ. Їх прокладання здійснила баржа Stemat 77, зануривши на 2—2,5 метра для захисту від рибальських сіток та якорів.